# Бетті Альвер
Бетті Альвер (ест. Betti Alver, псевдонім Елізабет Лепік; 23 листопада 1906, Йигева — 1989, Тарту) — естонська письменниця-романістка, поетеса; філософсько-медитативна лірикиня та перекладачка.

## Біографія
Елізабет Лепік народилася 23 листопада 1906 року в місті Йигева. В 1924 році закінчила школу в Тарту, в 1924–1927 рр. в тартуському університеті вивчала естонську мову і літературу. Володіла також німецькою.
В 1927 році опублікований роман «Коханка вітру». Перша книга віршів Бетті Альвер «Пил і вогонь» була видана в 1936 році. У перекладі Альвер були видані поеми О. Пушкіна і його роман у віршах «Євгеній Онєгін» (1964), «Дитинство» і «Мої університети» Горького. Вірші Бетті Альвер перекладені російською (Юнною Моріц), польською, німецькою, англійською, чеською, італійською та іншими мовами. 
На честь Бетті Альвер у її рідному місті Йигева проводяться осінні дні поезії «Зоряна година».

## Книги віршів Б.Альвер
- «Пил і вогонь» (1936);
- «Зоряна година» (1971);
- «Пластівці життя» (1971);
- «Літаюче місто» (1979);
- «Корали Емайиги» (1986).